# استرجاع ذرة ستارلينك
حدثت عمليات استدعاء ذرة ستارلينك في خريف عام 2000، عندما تم العثور على أكثر من 300 منتج غذائي تحتوي على ذرة معدلة وراثيًا لم تتم الموافقة عليها للاستهلاك البشري. كان هذا أول استدعاء على الإطلاق لطعام معدل وراثيًا. انتقد التحالف الناشط المناهض للإنذار الغذائي المعدل وراثيًا، والذي اكتشف التلوث وأبلغ عنه لأول مرة، إدارة الغذاء والدواء لعدم قيامها بعملها. كان استدعاء قذائف التاكو التي تحمل علامة تاكو بيل، والتي تصنعها شركة كرافت فودز وتباع في محلات السوبر ماركت، هو الأكثر شهرة في عمليات الاستدعاء. أدت إحدى التسويات إلى ذهاب 60 مليون دولار إلى أصحاب امتياز تاكو بل لخسارة المبيعات بسبب الضرر الذي لحق بعلامة تاكو بل التجارية.

## ستارلينك الذرة
ستارلينك هي علامة تجارية للذرة المعدلة وراثيا تحتوي على تعديلين: جين لمقاومة غلوفوسينات، ومتغير من بروتين عصيات تورينجينسيس يسمى كري9 سي. لم يتم استخدام كري9 سي في محصول معدل وراثيا قبل ستارلينك، مما تسبب في زيادة التدقيق التنظيمي. منشئ ستارلينك، النظم الوراثية النباتية، الذي أصبح أفنتيس كروب ساينس خلال وقت الحادث،:15–16 قد تقدمت بطلب إلى الولايات المتحدة وكالة حماية البيئة (وكالة حماية البيئة) لتسويق ستارلينك لاستخدامها في كل من الأعلاف الحيوانية والأغذية البشرية.:14 ال شركة غارست للبذور (جزء من مجموعة أدفانتا) تم ترخيصه من قبل أفنتيس لإنتاج وبيع بذور ستارلينك في الولايات المتحدة.:8
ومع ذلك، نظرًا لأن البروتين Cry9C باقٍ في الجهاز الهضمي للحيوانات قبل الانهيار، فإن وكالة حماية البيئة لديها مخاوف بشأن الحساسية. ولم تقدم PGS بيانات كافية لإثبات Cry9C لم تكن مسببة للحساسية :3 نتيجة لذلك، قسمت PGS تطبيقها إلى تصاريح منفصلة للاستخدام في الأطعمة المخصصة للاستهلاك البشري وللاستخدام في علف الحيوانات فقط. تمت الموافقة على ستارلينك من قبل وكالة حماية البيئة لاستخدامها في علف الحيوانات في مايو 1998. بعد عمليات الاستدعاء، حاولت PGS في البداية الحصول على الموافقة على طلب الاستهلاك البشري، ثم سحبت المنتج بالكامل من السوق.:15

## سحب المنتج

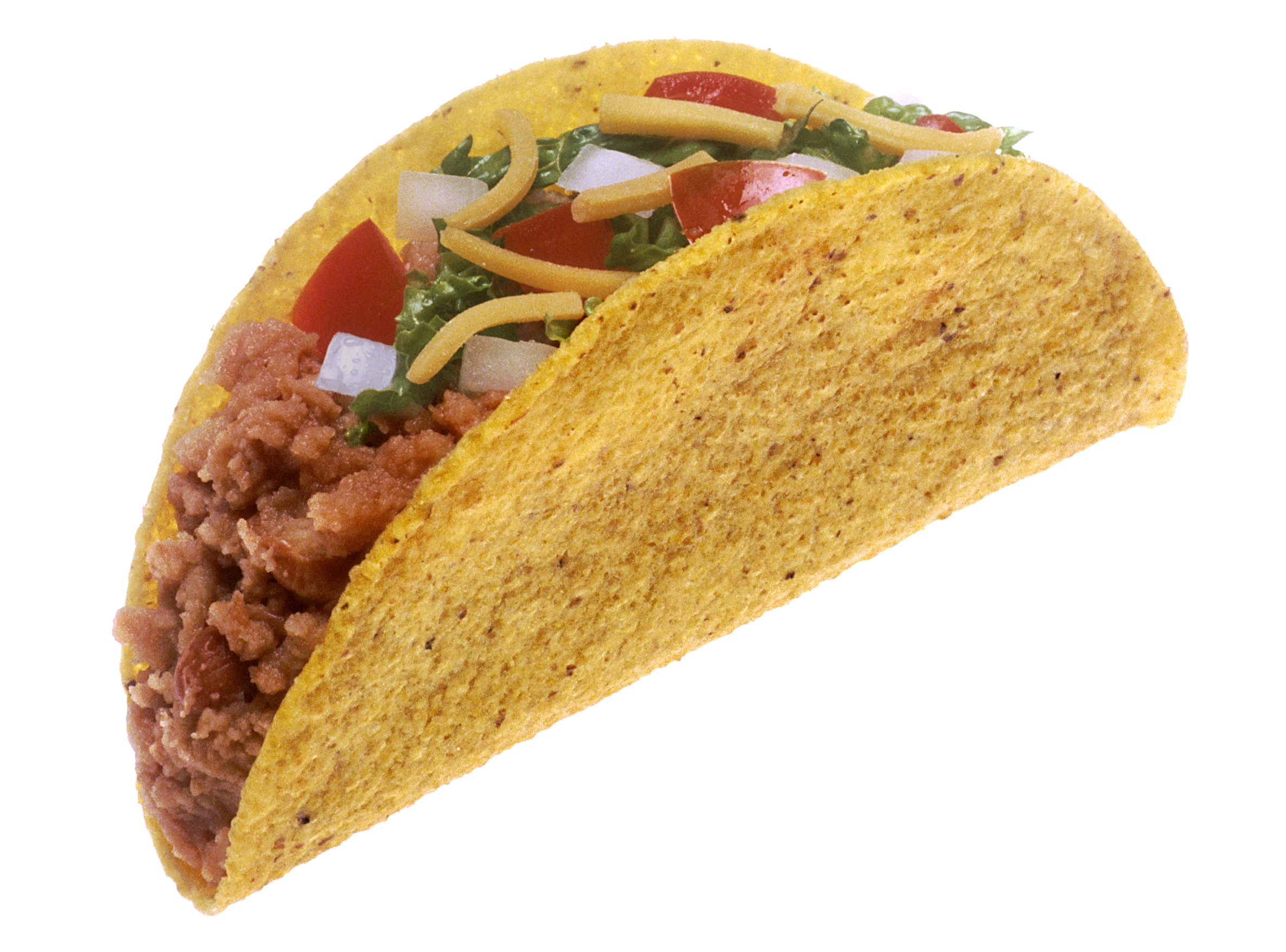
تاكو مع قشرة تاكو الصلبة

في عام 2000، تم إطلاق إنذار الأغذية المعدلة وراثيًا من قبل سبع منظمات (مركز سلامة الأغذية، وأصدقاء الأرض، ومعهد الزراعة والسياسة التجارية، والصندوق الاستئماني البيئي الوطني، ورابطة المستهلكين العضويين، وشبكة عمل مبيدات الآفات في أمريكا الشمالية، و PIRGs الحكومية) للضغط على FDA  كان أحد أنشطتهم هو اختبار الطعام لوجود الكائنات المعدلة وراثيًا عبر مختبر يسمى المعرف الجيني، وكان نائب الرئيس جيفري إم سميث.
في 18 سبتمبر 2000، المهندسة وراثيا الغذاء تنبيه صدر بيان أن الهوية الجينية قد أجرت اختبارات على«تاكو بيل الرئيسية الأصلية» العلامة التجارية تاكو قذائف، التي أدلى بها كرافت فودز التي تم شراؤها في محل بقالة بالقرب من واشنطن العاصمة، واكتشفت ستارلينك; تم الإبلاغ عن القصة من قبل واشنطن بوست.:15 وزعت كرافت قذائف تاكو التي تحمل علامة تاكو بيل بموجب اتفاقية ترخيص عام 1996 مع تاكو بيل.:54
وكان كرافت اشترى قذائف من سابريتاس مصنع في مكسيكالي التي تستخدم الدقيق الموردة من الأزتيك مطحنة مصنع في بلينفيو، تكساس. استخدمت مطحنة تكساس الدقيق من ست ولايات مقدمة من المصاعد التي لم يفصل الذرة المعدلة وراثيا والمزروعة تقليديا في ذلك الوقت. كما علقت كرافت إنتاج المنتجات التي تم استدعاؤها. وقال بيتسي هولدن، الرئيس التنفيذي لشركة كرافت في سبتمبر 2000:«نحن جميعا — الحكومة والصناعة والمجتمع العلمي — بحاجة إلى العمل على طرق لمنع حدوث هذا النوع من المواقف مرة أخرى». وذكرت أيضا أن سلامة الأغذية والامتثال القانوني هما الأولوية الرئيسية لشركة كرافت.
أعلنت السيفوي في وقت لاحق أنها ستتذكر متجرها العلامة التجارية تاكو قذائف بناء على توصية من مجموعة المستهلكين في 12 أكتوبر 2000. وقد تم ذلك كإجراء احترازي، وأكد لا ستارلينك التي يمكن العثور عليها في أي من المنتجات في 13 و 14 أكتوبر، استذكرت ميشن فودز طوعا حوالي 300 منتج. في 22 أكتوبر 2000، أفيد أن شركة كيلوغ قد أغلقت مصنعا كإجراء احترازي لأنها لم تستطع ضمان عدم تزويد مصنع ستارلينك بدقيق الذرة.
في 26 أكتوبر 2000، تم الإبلاغ عن وجود ذرة ستارلينك في اليابان وكوريا الجنوبية.:20–21 ألقيت شبكة السوق والتوزيع للذرة في الولايات المتحدة في حالة من الفوضى خلال عام 2001، حيث لم تكن هناك وسائل موجودة لفصل الحبوب; خفت الفوضى في نهاية المطاف بسبب برنامج اختبار وإعادة شراء أفنتيس الذي تمت مناقشته أدناه.

## استدعاء أفنتيس / إعادة الشراء
في يناير 2001 بموجب اتفاقية مكتوبة مع 17 ولاية أمريكية، أفنتيس بدأت برنامج يسمى برنامج الإشراف المعزز ستارلينك (سيس)، والتي بموجبها سيتم شراء ذرة ستارلينك، والذرة العازلة، والذرة المخزنة في مصاعد الحبوب التي أصبحت مختلطة مع ستارلينك، وسيتم شراؤها من قبل شركة أفنتيس وتوجيهه إلى الأعلاف الحيوانية والاستخدام الصناعي الغير الغذائي (مثل إنتاج الإيثانول)؛ تضمن البرنامج مجموعات مجانية لاختبار ستارلينك، وغطى تكاليف معدات التنظيف ومرافق النقل والتخزين، بالإضافة إلى زيادة تكاليف النقل.:193–95 قدرت شركة أفنتيس أن التكلفة ستكون بين 100 مليون دولار إلى 1 مليار دولار.
وتشير التقديرات إلى أنه نظرا لخلط الحبوب مع ذرة ستارلينك يمكن أن تكون موجودة في أكثر من 50 ٪ من إمدادات الذرة بالولايات المتحدة وهذا بشكل عام، أدى حادث ستارلينك إلى انخفاض سعر الذرة الأمريكية بحوالي 7 ٪ لمدة عام تقريبا.:533

## ما بعد ذلك
بعد عمليات الاستدعاء، أبلغ 51 شخصًا عن آثار سلبية على إدارة الغذاء والدواء؛ تمت مراجعة هذه التقارير من قبل المراكز الأمريكية لمكافحة الأمراض (CDC)، والتي حددت أن 28 منها ربما كانت مرتبطة بـ ستارلينك. درس مركز السيطرة على الأمراض دم هؤلاء الأفراد الـ 28 وخلص إلى أنه لا يوجد دليل على أن ردود الفعل التي عانى منها هؤلاء الأشخاص كانت مرتبطة بفرط الحساسية لبروتين ستارلينك بي تي.
وتعرضت وكالة حماية البيئة لانتقادات من قبل جوزيف مندلسون الثالث من مركز سلامة الأغذية، الذي قال «من الواضح أنهم لم يفعلوا أي شيء هنا حتى أصبحوا محرجين». كما تعرضت وكالة حماية البيئة وأفنتيس لانتقادات بسبب تصريحاتهما وقت الاستدعاء التي أشارت إلى أنهما ليس لديهما فكرة عن حدوث مثل هذا الشيء. نُسب إلى ستيفن جونسون من وكالة حماية البيئة: «إذا كان هناك انتهاك لعملية الترخيص لدينا، فسيكون لدينا قلق كبير للغاية». نُقل عن مارجريت جادسبي من أفينتيس بيانها السابق «لدينا صعوبة في تخيل كيف يمكن أن ينتهي الأمر بالذرة في الإمدادات الغذائية البشرية».
تم سحب التسجيل لأصناف ستارلينك طواعية من قبل أفنتيس في أكتوبر 2000.:7 في فبراير 2001، أعلن أن الرئيس والمستشار العام ونائب رئيس تطوير السوق لشركة أفنتيس كروب ساينس (الولايات المتحدة)، قد تم فصلهم ردا على الاستدعاء.
في حزيران / يونيو 2001 أعلنت شركة مطاعم تريكون العالمية، وهي 20 ٪ من مالكي تاكو بيل في ذلك الوقت عن تسوية بقيمة 60 مليون.معبعض موردي قذائف التاكو السوبر ماركت؛ بموجب أحكام التسوية لا يمكنهم الكشف عن هوية الموردين. صرح تريكون أن التسوية ستذهب إلى أصحاب امتياز تاكو بيل ولن يتلقى تريكون أيًا منها. كما أعلنت تريكون أنها، جنبا إلى جنب مع الموردين وأصحاب الامتياز، ستبدأ دعوى قضائية ضد الأطراف المسؤولة عن دخول ستارلينك في السلسلة الغذائية.
في سبتمبر 2001، رفعت مجموعة من حوالي 5000 من أصحاب تاكو بيل وحفنة من موردي التاكو دعوى قضائية جماعية ضد أفنتيس، شركة غارست. جروما كورب، ("أكبر منتج وموزع لدقيق الذرة والتّرتية في الولايات المتحدة الأمريكية) وشركة الأزتيك للحصول على تعويضات. هذه الدعوى تم رفضها طوعا في ديسمبر 2001.:65
في عام 2002، شركة أفنتيس، شركة غارست، شركة كرافت فودز، شركة أزتيكا فودز، أزتيكا، وشركة ميشن فودز بتسوية دعوى قضائية رفعها شخصان، وجدت شخص ثالث، الذي ادعى أنه كان لديه ردود فعل تحسسية تجاه ستارلينك، مقابل 9 ملايين دولار.
في عام 2002، ادعت المنظمات غير الحكومية أن المساعدات التي أرسلتها الأمم المتحدة والولايات المتحدة إلى دول أمريكا الوسطى تحتوي أيضا على بعض ذرة ستارلينك. ورفضت الدول المعنية، نيكاراغوا وهندوراس والسلفادور وغواتيمالا، قبول المساعدة.:96
في عام 2003، قام المزارعون الذين لم يزرعوا ذرة ستارلينك والذين تكبدوا خسائر اقتصادية بسبب انخفاض أسعار الذرة بعد استدعاء ستارلينك بتسوية دعوى قضائية جماعية ضد أفنتيس وأدفانتا مقابل 100 مليون دولار.
جينيواتش المملكة المتحدة ومنظمة السلام الأخضر الدولية إعداد سجل تلوث جنرال موتورز في عام 2005 نقلا عن هذه الاستدعاءات باعتبارها واحدة من «النقاط البارزة» للسجل.
تم رصد إمدادات الذرة الأمريكية من قبل دائرة التفتيش الحبوب الاتحادية لوجود بروتينات ستارلينك بت من عام 2001 حتى عام 2010.

## حوادث لاحقة
في أغسطس 2013، تم العثور على ذرة ستارلينك مرة أخرى ملوثة لبعض الأطعمة في المملكة العربية السعودية.